# Memoria e riconciliazione
Memoria e riconciliazione è un documento giubilare presentato dalla Commissione Teologica Internazionale il 12 marzo 2000 in occasione della Giornata del Perdono.